# Drassodes babenkoi
Espèce
Drassodes babenkoi est une espèce d'araignées aranéomorphes de la famille des Gnaphosidae.

## Distribution
Cette espèce est endémique de l'oblys du Turkestan au Kazakhstan,. Elle se rencontre dans le désert du Kyzylkoum sur le mont Karamola.

## Description
Le mâle holotype mesure 10,9 mm et la femelle paratype 10,3 mm, les mâles mesurent de 8,4 à 11,2 mm et les femelles de 9,7 à 11,2 mm.

## Systématique et taxinomie
Cette espèce a été décrite par Nekhaeva en 2024.

## Étymologie
Cette espèce est nommée en l'honneur d'Anatoly Babenko.

## Publication originale
- Nekhaeva, Kim & Yeszhanov, 2024 : « New data on the spider fauna (Arachnida: Aranei) of the East Kyzylkum Desert, Kazakhstan. » Arthropoda Selecta, vol. 33,  no 3, p. 391-405.